# Landesblasorchester Baden-Württemberg

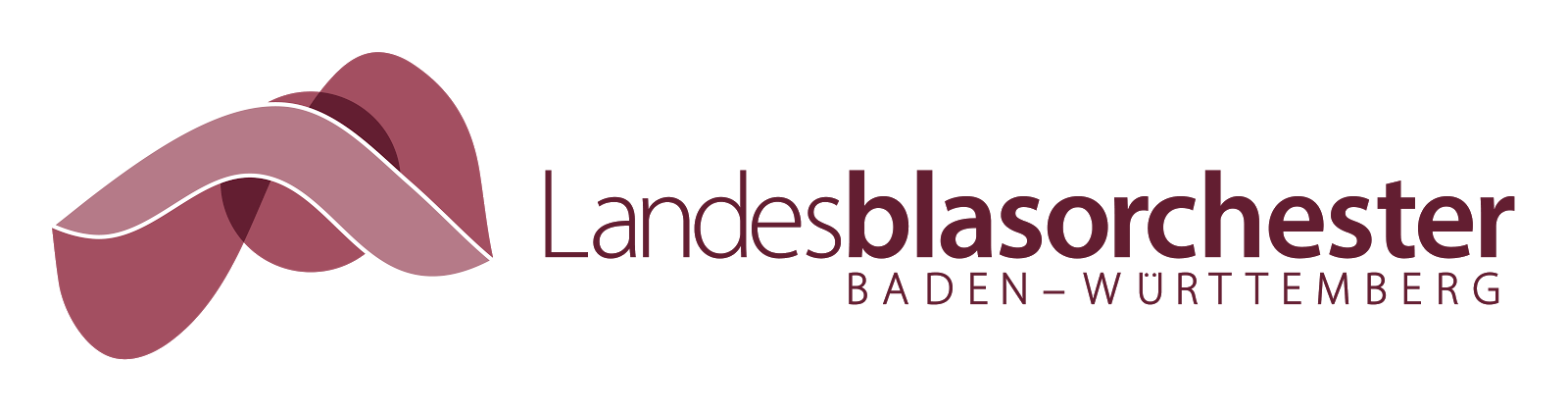
Das neue LBO-Logo seit 2018

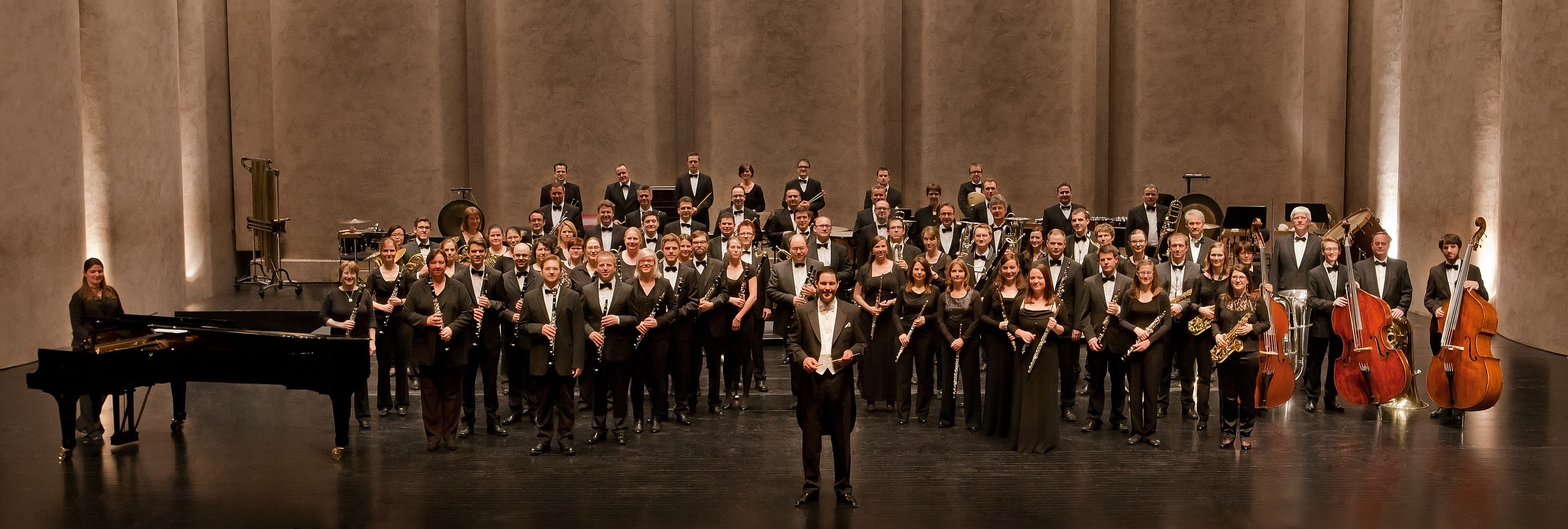
Offizielles Pressebild des LBO

Das Landesblasorchester Baden-Württemberg ist ein sinfonisches Blasorchester in Baden-Württemberg. Es wurde 1978 als Auswahlorchester für engagierte Musiker aus den Musikvereinen des Blasmusikverbands Baden-Württemberg gegründet, heute besteht es aus 85 Musikern aus Baden-Württemberg und den angrenzenden Bundesländern. Das Orchester nahm erfolgreich bei internationalen musikalischen Wettbewerben teil und wurde so beim World Music Contest 2017 Vizeweltmeister.

## Musikalische Arbeit
Das Orchester erarbeitet sein Konzertprogramm in Probephasen an vier Wochenenden im Jahr. Das Repertoire umfasst Originalkompositionen für sinfonisches Blasorchester und Bearbeitungen klassischer Werke. Die Erarbeitung und Aufführung großer Originalkompositionen ist dem Landesblasorchester Baden-Württemberg ein besonderes Anliegen. So wurden Werke wie Bert Appermonts Sinfonie No. 1 „Gilgamesh“, James Barnes’ Sinfonie No. 3 „Tragische“ oder auch Claude T. Smiths „Festival Variations“ aufgeführt. Daneben sind Uraufführungen und Konzerte in kammermusikalischer Besetzung Bestandteil des Programms.

## Geschichte
Die Idee eines Orchesters, in dem gute und engagierte Musiker aus allen Musikvereinen Baden-Württembergs zusammenkommen, geht auf Überlegungen von Bundes- und Landesmusikdirektor Hellmut Haase-Altendorf und Richard Zettler in den 1970er Jahren zurück. Das Orchester sollte dazu beitragen, wertvolle sinfonische Blasorchesterliteratur zu pflegen und zu interpretieren und Komponisten originaler Blasmusik ein Forum zu geben. Zugleich sollte es Vorbild für über 2300 Amateurmusiker im Land werden und über eine solche Besetzung verfügen, dass die Literatur partiturgerecht wiedergegeben werden konnte. Um allen Vereinen eine Arbeitshilfe anbieten zu können, war beabsichtigt, die Pflichtstücke der Kritikspiele auf Tonträger aufnehmen. Zugleich sollte es als Repräsentationsorchester dienen.
Mit Hilfe des damaligen Landtagspräsidenten und Präsidenten des BVBW Erich Ganzenmüller konnte das Orchester im Jahre 1978 gegründet werden. Bis zum Jahr 1986 wurde das Orchester durch den jeweiligen Landesmusikdirektor geleitet. Musiker wurden durch Ausschreibung im „Volksmusiker“ (heute „forte“) gefunden und durch Vorspiel aufgenommen. Regelmäßige Proben fanden 14-täglich ab dem 7. Oktober in Aldingen (Remseck) statt. Der erste öffentliche Auftritt erfolgte bereits am 11. November 1978 aus Anlass des 25-jährigen Bestehens des Landtags von Baden-Württemberg, bei dem das LBO die Festsitzung musikalisch umrahmte. Das erste Konzert folgte am 7. Juni 1980 in Böblingen. Im August 1984 bekam das LBO eine eigene Satzung, ein Jahr später wurden die regelmäßigen Proben durch Probenwochenenden ersetzt. Nach kontroverser Diskussion über die Leistung des Orchesters wurden Ende 1985 Vorspieltermine angesetzt und der Leistungsstand des kompletten Orchesters überprüft.
Ab 1986 übernahm mit Harry D. Bath erstmals nicht mehr der Landesmusikdirektor die Position des Dirigenten. Die Probenwochenenden wurden durch Registerproben ergänzt. In seiner zehnjährigen Schaffenszeit führte Harry Barth das Orchester zu internationalem Ansehen, unter anderem zur Vize-Europameisterschaft in Kerkrade/Niederlande. 1995 besuchte Franco Cesarini das LBO als Gastdirigent; Bath förderte die Zusammenarbeit mit dem Komponisten Rolf Rudin, von dessen Werken das Orchester einige uraufführte. Es wurden Auslandsreisen nach Großbritannien, Frankreich und in die Niederlande sowie eine Deutschlandtournee unternommen.
Im Jahr 1997 übernahm Heinz Friesen die Position des Dirigenten für knapp ein Jahr, im Anschluss dirigierte Walter Ratzek das Orchester für dreieinhalb Jahre. Seit Sommer 2001 arbeitete das Orchester mit verschiedenen Gastdirigenten zusammen, darunter Johan de Meij, Philipp Kufner und Isabelle Ruf-Weber. Im Juni 2003 wurde Isabelle Ruf-Weber zur Chefdirigentin ernannt. Sie führte das Orchester über zehn Jahre. Seit 2014 ist Björn Bus der neue künstlerische Leiter des Landesblasorchesters.
Heute probt das LBO im Musikzentrum Baden-Württemberg in Plochingen an zwei Probenwochenenden pro Halbjahr.
Im Juli 2017 wurde das Landesblasorchester Baden-Württemberg mit 96,00 Punkten beim WMC in Kerkrade Vizeweltmeister und erreicht somit die höchste Punktzahl, die je ein deutsches Orchester beim WMC erreicht hat.
Im Jahr 2018 wurde anlässlich des 40. Geburtstags des Orchesters die Außendarstellung komplett überarbeitet, zudem wurde die CD "Klangbilder" veröffentlicht.

## Musikalische Leitung
Hauptamtliche Dirigenten:
- Hellmut Haase-Altendorf (1978–1984)
- Prof. Richard Zettler (1978–1980)
- Alban Nieder (1980–1986)
- Harry D. Bath (1986–1996)
- Heinz Friesen (1997)
- Walter Ratzek (1998–7/2001)
- Isabelle Ruf-Weber (2004–2013)
- Björn Bus (seit 2014)

Gastdirigenten:
- Franco Cesarini (1. Halbjahr 1995)
- Johan de Meij (2. Halbjahr 2001)
- Philipp Kufner (2. Halbjahr 2001)
- Isabelle Ruf-Weber (2002)
- Wolfgang Wössner (1. Halbjahr 2003)
- Bernhard Volk (2. Halbjahr 2003)
- Peter Vierneisel (2010)
- Prof. Andreas Kraft (2012)
- Björn Bus (2013)

## Konzertreisen
| Jahr | Land                   | Ort                     | Anlass |
| ---- | ---------------------- | ----------------------- | --- |
| 1987 | Vereinigtes Königreich | London                  | |
| 1988 | Niederlande            | Kerkrade, Culemborg     | Teilnahme am European Wind Band Festival (2. Preis, 194 Punkte), Teilnahme am KNF Konzertwettbewerb (1. Preis mit Auszeichnung, 224,5 Punkte, Sonderpokal für die höchste Punktzahl) |
| 1989 | Niederlande            | Kerkrade                | Teilnahme am World Music Contest (WMC) (1. Preis mit Auszeichnung und Goldmedaille in der 1. Division, 324,5 Punkte)                                                                 |
| 1990 | Österreich             | Judenburg               | Fernsehaufzeichnung |
| 1991 | Wales                  | Cardiff                 | |
| 1991 | Niederlande            | Kerkrade                | Teilnahme am World Music Contest (WMC) (328 Punkte) |
| 1994 | Frankreich             | Belfort                 | |
| 1995 | Niederlande            | Kerkrade                | Teilnahme am World Music Contest (WMC) (1. Open Nederlands Kampioenschap Concertafdeling, 343,5 Punkte)                                                                              |
| 1996 | Frankreich             | Belfort                 | |
| 1997 | Schweiz                | St. Gallen              | |
| 1999 | Österreich             | Schladming, Vöcklabruck | Mid Europe Schladming (Konzertwettbewerb Vöcklabruck: 96,4 Punkte) |
| 2000 | Frankreich             | Straßburg               | 4. Concours International de Strasbourg pour Orchestres d'Harmonie (1. Preis) |
| 2001 | Schweiz                | Luzern                  | Teilnahme an der WASBE-Konferenz |
| 2005 | Österreich             | Schladming              | Mid Europe Schladming |
| 2005 | Niederlande            | Kerkrade                | Teilnahme am World Music Contest (WMC) (1. Preis in Gold in der Konzertklasse, 91,2 Punkte)                                                                                          |
| 2005 | Schweiz                | Lugano                  | |
| 2006 | Schweiz                | Interlaken              | Jungfrau-Music-Festival |
| 2006 | Österreich             | Schladming              | Mid Europe Schladming |
| 2009 | Niederlande            | Kerkrade                | Teilnahme am World Music Contest (WMC) (Bestes deutsches Orchester in der Konzertklasse mit 88,87 Punkten)                                                                           |
| 2009 | Schweiz                | Bern, Münchenstein      | Gemeinschaftskonzert mit dem Sinfonischen Blasorchester Bern |
| 2010 | Österreich             | Innsbruck               | Innsbrucker Promenadenkonzerte |
| 2011 | Deutschland            | Berlin                  | Teilnahme am 2. Internationalen Blasorchester Festival (1. Platz mit 99,5 Punkten)                                                                                                   |
| 2013 | Deutschland            | Chemnitz                | Konzert beim Deutschen Musikfest |
| 2014 | Niederlande            | Beek en Donk, Roermond  | |
| 2015 | Vereinigte Staaten     | Kalifornien             | Teilnahme an der WASBE-Konferenz |
| 2016 | Niederlande            | Utrecht                 | Teilnahme an der European Championship for Wind Orchestras (ECWO) (4. Platz mit 93,15 Punkten)                                                                                       |
| 2017 | Niederlande            | Kerkrade                | Teilnahme am World Music Contest (WMC) (2. Platz in der Konzertklasse mit 96,00 Punkten, Vizeweltmeister)                                                                            |
| 2018 | Österreich             | Innsbruck               | Abschlusskonzert Innsbrucker Promenadenkonzerte |
| 2019 | Deutschland            | Osnabrück               | Konzert beim Deutschen Musikfest, Deutsche Erstaufführung Symphony No. 5 "Return to Middle Earth" von Johan de Meij mit Neuer Kammerchor Heidenheim                                  |
| 2023 | Österreich             | Innsbruck               | Abschlusskonzert Innsbrucker Promenadenkonzerte |
| 2024 | Südkorea               | Seoul, Gwangju          | Teilnahme an der WASBE-Konferenz |

## Diskografie
- 1991: Landesblasorchester Baden-Württemberg
- 1993: Salute to the lone wolves
- 1995: Donaueschingen 1926
- 1996: Die Druiden
- 1996: Cartoon
- 1996: Time to say goodbye
- 1998: Ross Roy
- 1999: 20 Jahre LBO
- 2001: Johan de Meij zu Gast
- 2002: Collections
- 2006: Gilgamesh
- 2007: 2. Bläserforum WASBE – Live
- 2008: GELB
- 2009: WMC Kerkrade (DVD)
- 2014: Transitions
- 2015: WASBE Conference San José
- 2016: ECWO 2016 (DVD)
- 2017: WMC Kerkrade (DVD)
- 2018: Klangbilder
- 2019: Johan de Meij Sinfonie Nr. 5 "Return to Middle Earth"

## Preise und Auszeichnungen
- 1988 KNF Konzertwettbewerb in Culemborg: 1. Preis mit Auszeichnung, 224,5 Punkte Sonderpokal für die höchste Punktzahl
- 1988 European Wind Band Festival in Kerkrade (Boosey&Hwakes Blasorchesterwettbewerb: 2. Preis, 194 Punkte)
- 1989 1. Deutsches Bundesmusikfest, CISM-Wettbewerb für Sinfonisches Blasorchester in Trier (Confédération International des Sociétés Musicales): 1. Platz, Söhnle-Pokal für das beste Orchester
- 1989 XI. Weltmusikwettbewerb in Kerkrade: 1. Preis mit Auszeichnung und Goldmedaille in der 1. Division, 324,5 Punkte
- 1991 Weltmusikwettbewerb (WMC) in Kerkrade: 328 Punkte
- 1993 Musikfest Europa in Trier: 2. Platz beim Europa-Wettbewerb für Höchststufenorchester, 92,9 Punkte
- 1995 WMC in Kerkrade: 1. Open Nederlands Kampioenschap Concertafdeling 343,5 Punkte
- 1997 Gewinner des Symphonic Wind Music Awards unter Verleihung des „Music-Maxx“ in Vöcklabruck/Österreich für die 1996 erschienene CD „Donaueschingen 1926“
- 1999 Konzertwettbewerb Vöcklabruck/Österreich: 96,4 Punkte
- 2000 4. Concours International de Strasbourg pour Orchestres d’Harmonie: 1. Preis
- 2005 WMC in Kerkrade: 1. Preis in Gold in der Konzertklasse, 91,2 Punkte; in der Gesamtplatzierung belegte das LBO den 4. Platz[1]
- 2009 WMC in Kerkrade: Bestes deutsches Orchester in der Konzertklasse mit 88,87 Punkten. In der Gesamtplatzierung belegt das LBO den 9. Platz
- 2011 2. Internationales Blasmusik-Festival in der Philharmonie Berlin: 1. Platz mit 99,5 Punkten
- 2016 European Championship for Wind Orchestras (ECWO) in Utrecht: 4. Platz mit 93,15 Punkten
- 2017 WMC in Kerkrade: 2. Platz in der Konzertklasse mit 96,00 Punkten (Vizeweltmeister)[2]

Quelle: